# Pedro Armero Manjón
Pedro Armero Manjón, III conde de Bustillo, (Sevilla, 25 de febrero de 1885 - Sevilla, 1 de febrero de 1967) fue un político español.

## Biografía
Durante la II República española, fue el principal dirigente de Acción Popular y la CEDA en Sevilla, estando muy relacionado con algunas de las empresas más importantes de la ciudad, entre ellas Sevillana de Electricidad, Monte de Piedad y Caja de ahorros de Sevilla, Previsión Española y diferentes entidades bancarias.
Desde el 15 de mayo de 1911 fue conde de Bustillo, título nobiliario creado por la reina Isabel II el 9 de diciembre de 1860 a favor de su abuelo José María de Bustillo Gómez de Barreda, ministro de Marina del Gobierno español. El 5 de julio de 1926 envió una carta oficial al músico Joaquín Turina, en agradecimiento por haber dedicado su obra Canto a Sevilla a la ciudad. 
Procedente del Partido Liberal-Conservador, desempeñó el cargo de alcalde de Sevilla entre 1926 y 1927, durante la Dictadura de Primo de Rivera, en los años previos a que se celebrara la Exposición Iberoamericana de Sevilla que se inauguró en 1929, sustituyó en el cargo a Agustín Vázquez Armero.
Tenía su domicilio en el Palacio de la Condesa de Lebrija que había obtenido por herencia de su tía Regla Manjón Mergelina (condesa de Lebrija). En su honor una calle del barrio de Triana (Sevilla) lleva su nombre, en dicha vía se encuentra ubicado el colegio de los Salesianos de Triana del que fue fundador.